# 上田用水 (埼玉県)
上田用水（うえだようすい）は、埼玉県久喜市（菖蒲区域）および白岡市を流れる農業用水路である。

## 概要
久喜市菖蒲町上大崎の西部にて見沼代用水より分水し、久喜市・白岡市を星川（下星川）の南方に並行し南東・東南東へ流下する。流域周辺は主に水田などの農地であるが、流域北側には集落も散在している。また、国道122号西方付近の流域には集合住宅地などの区域も一部存在している。上田用水は全線を通じ、ほぼ直線的な流路を持つ。詳細な流路に関しては下記の流路節を参照されたい。現在、上田用水の管理は「上田用水管理組合」により行われている。

## 流路
- 水源：見沼代用水
- 起点：埼玉県久喜市菖蒲町上大崎
- 菖蒲町上大崎の中央部を星川（下星川）の南方に並行するように南東へ流れる。
- 菖蒲町上大崎字中手城（北側）と白岡市下大崎（南側）の境界を南東へ流下する。
- 白岡市下大崎（北側）と同市荒井新田（南側）の境界を南東へ流下する。この流域では南方を隼人堀川が並行して流下する。
- 流域が下大崎となり、下大崎の西南部より中央部へ南東に向かい流下する。この間、国道122号を東側へ横断する。

## 橋梁
- （埼玉県道5号さいたま菖蒲線）
- （国道122号）